# Viruta

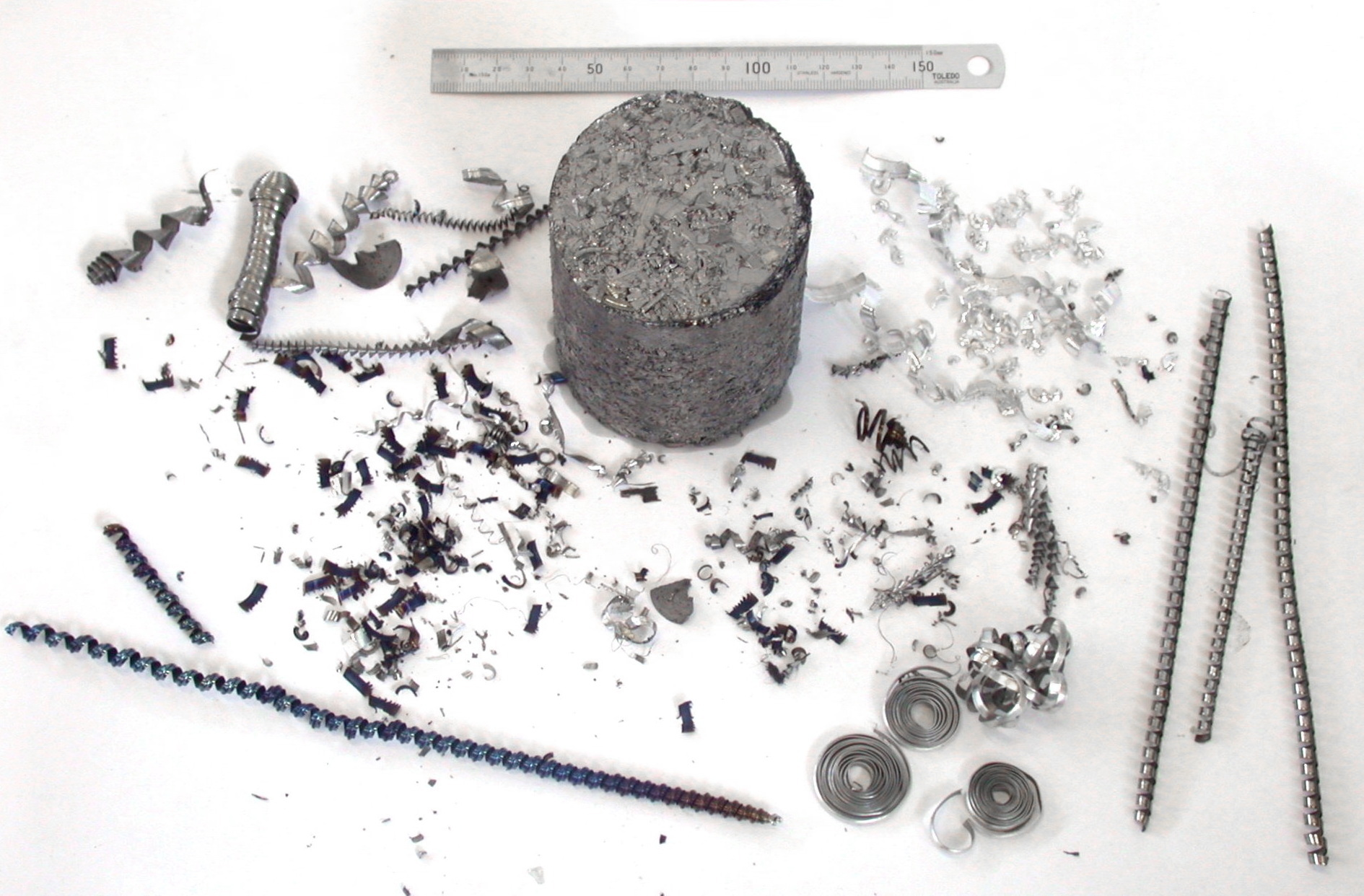
Varios ejemplos de virutas de metal con un taco de virutas comprimidas para facilitar el reciclaje.

La viruta es un fragmento de material residual con forma de lámina curvada o en espiral que se extrae mediante un cepillo u otras herramientas, tales como brocas, al realizar trabajos de cepillado, desbastado o perforación, sobre madera o metal.Se suele considerar un desperdicio de las industrias madereras o del metal; no obstante, tiene aplicaciones variadas.
En el caso de que el material tratado sea la madera, la viruta se diferencia del «aserrín», pues este tiene forma redondeada y es producto del corte o aserrado de la madera y no de su cepillado.

## Usos
Las virutas de madera se emplean para:
- elaboración de tableros y de taxidermia,
- madera aglomerada,
- embalaje y protección de paquetes,
- material de aislamiento,
- compost en jardinería,
- lecho para mascotas o ganado[2]
- elaboración de "Muñecos para Años Viejos".

Las virutas de metal normalmente se reciclan para dar lugar nuevamente a metal.